# Gabriela Montero
Gabriela Montero (Caracas, 10 maggio 1970) è una pianista venezuelana naturalizzata statunitense.

## Biografia
Nata a Caracas, Venezuela, da madre statunitense e padre venezuelano, Montero aveva sette mesi quando i suoi genitori, su insistenza della nonna materna, misero un pianoforte nel box. Era stato comprato come regalo di Natale per un cugino più grande. Usava l'indice destro per suonare le singole note, senza mai sbatterlo con il pugno, con grande sorpresa dei genitori e della nonna. È diventato il suo giocattolo preferito. Veniva messa a dormire ogni notte da sua madre, che le cantava la melodia dell'inno nazionale venezuelano, una tradizione nel paese sudamericano.
Montero ha iniziato le lezioni formali di pianoforte all'età di quattro anni con Lyl Tiempo, un'insegnante di pianoforte argentina che risiedeva a Caracas, e ha dato la sua prima esibizione pubblica all'età di cinque anni. All'età di otto anni, ha fatto il suo debutto in concerto al Teatro Nazionale di Caracas eseguendo l'intero Concerto per pianoforte in Re Maggiore con l'Orquesta Nacional Juvenil de Venezuela (Orchestra Nazionale Giovanile del Venezuela), diretta da José Antonio Abreu. Questa era l'orchestra giovanile originale creata da Abreu nel 1976, che molto più tardi si sarebbe evoluta nell'orchestra conosciuta come Simón Bolívar Youth Orchestra, parte integrante di El Sistema, ora conosciuta in tutto il mondo. All'età di nove anni, le è stata assegnata una borsa di studio dal governo venezuelano per studiare negli Stati Uniti. Dal 1990 al 1993 ha studiato alla Royal Academy of Music di Londra con Hamish Milne. Nel 1995, ha vinto il terzo premio al XIII Concorso Pianistico Internazionale Chopin.

## L'improvvisazione
Dal primo contatto col pianoforte, Gabriela Montero ha sempre improvvisato e ha deciso di farlo anche in pubblico per volere di Martha Argerich che le disse di non aver paura del fatto che la gente l'avrebbe trovato inopportuno.
Dopo aver eseguito un concerto, la pianista venezuelana invita spesso il suo pubblico a chiedere una melodia per le sue improvvisazioni. A volte, anche l'orchestra può suggerire un tema. Quando improvviso, mi collego al mio pubblico in un modo assolutamente unico perché l'improvvisazione è una parte importante di chi sono ed è il modo più naturale e spontaneo in cui mi posso esprimere... Improvviso da quando le mie mani hanno toccato la tastiera per la prima volta, ma per molti anni ho tenuto segreto questo mio modo di suonare. Poi, un giorno, Martha Argerich mi ha sentito improvvisare ed è rimasta come in estasi. In effetti, è stata Martha a convincermi che era possibile combinare la carriera di artista classico con questo mio lato piuttosto singolare.